# Jean Fabre (éditeur)
Pour les articles homonymes, voir Jean Fabre et Fabre.
Jean Fabre, né le 29 janvier 1920 à Paris et mort le 9 janvier 2014 dans la même ville, est un éditeur français et un des cofondateurs de L'École des loisirs, maison d'édition de titres jeunesse.